# أبو المكارم هبة الله
أبو المكارم هبة الله الملقب بكنز الدولة هو أحد مؤسسي دولة الكنوز في بلاد النوبة في أيام الدولة الفاطمية في مصر. وإليه يرجع لقب بني كنز ودولة الكنوز، ونسبه هو هبة الله بن أبو يزيد محمد بن إسحاق بن إبراهيم بن مسروق بن معدي كرب بن الحارث بن مسلمة الحنفي.
ساعد أبو المكارم هبة الله الحاكم بأمر الله الفاطمي في القضاء على أبي ركوة الذي كان قد ثار على الحاكم بأمر الله في عام 397 هـ/1006 م، ولجأ إلى الصعيد ثم إلى بلاد النوبة فظفر به أبو المكارم وأرسله إلى القاهرة، فأكرمه الحاكم ولقبه بلقب كنز الدولة، وصارت ربيعة في أسوان والنوبة تعرف منذ ذلك الحين باسم بني كنز أو الكنوز، وسار هذا اللقب علمًا على جميع أمرائها حتى انتهت دولتهم.